# Tokchon
Tokchon (phát âm tiếng Hàn Quốc: [tʌk̚.tsʰʌn]) là một thành phố thuộc tỉnh Pyongan Nam, Cộng hòa Dân chủ Nhân dân Triều Tiên. Thành phố giáp Nyŏngwŏn và Maengsan ở phía Đông, Kujang ở phía Bắc, Kaech'ŏn ở phía Tây và Pukch'ang ở phía Nam. Đây là nơi toạ lạc của nhà máy sản xuất xe Sŭngri Motor Plant, thành lập năm 1950, cùng nhiều nhà máy nhỏ lẻ khác. Thành phố có tổng diện tích là 675 km². Nó được gọi là "Tokugawa" trong thời cai trị của Nhật Bản.

## Lịch sử
Ngày 28 tháng 4 năm 2017, một tên lửa đạn đạo tầm trung Hwasong-12 được phóng từ gần sân bay Pukchang đã đâm vào Ch'ŏngsin-dong, Tokchon, làm hư hại một số công trình trong thành phố.

## Phân chia hành chính
Tŏkch'ŏn-si được chia thành 22 tong (phường) và 10 ri (xã):
| - Chenam-dong (제남동) - Ch'angmal-dong (창말동) - Ch'angsang-dong (창상동) - Ch'ŏngsin-dong (청신동) - Ch'ŏngsong-dong (청송동) - Hŭngdŏk-tong (흥덕동) - Hyŏngbong-dong (형봉동) - Kangan-dong (강안동) - Namdŏk-tong (남덕동) - Namsan-dong (남산동) - Osan-dong (오산동) - Samt'an-dong (삼탄동) - Sangdŏk-tong (상덕동) - Sangsin-dong (상신동) - Sinhŭng-dong (신흥동) - Sŏmun-dong (서문동) | - Songwŏn-dong (송원동) - Sŭngri-dong (승리동) - Tŏksŏng-dong (덕성동) - Ŭndŏk-tong (은덕동) - Wŏlbong-dong (월봉동) - Yŏkchŏn-dong (역전동) - Andong-ri (안동리) - Changdong-ri (장동리) - Kujang-ri (구장리) - Much'ang-ri (무창리) - Namyang-ri (남양리) - P'unggong-ri (풍곡리) - Samhŭng-ri (삼흥리) - Sinp'ung-ri (신풍리) - Sinsŏng-ri (신성리) - Unhŭng-ri (운흥리) |

## Kinh tế
Sŭngri Motor Plant (với các liên kết liên quan) là một trong số ít các nguồn nội địa của cả xe sao chép giá rẻ của nước ngoài và xe tải chở quân nhân ở Triều Tiên kể từ khi nó được thành lập năm 1950, và được phát triển thông qua các chiến dịch quân sự hóa khổng lồ của Kim Il-sung trong những năm 1970 và 80.
Tuy nhiên, sự suy giảm hoàn toàn tín dụng nước ngoài vào cuối những năm 1980 đã khiến ngành công nghiệp sản xuất nổ tung; việc cung cấp thép cho gia công kim loại tại Sŭngri đã chậm lại và thậm chí khi có sẵn, các dây chuyền sản xuất vẫn bị mất điện thường xuyên. Nạn đói nghiêm trọng ở vùng nông thôn cũng đã gây ra một cuộc di cư của những người nông dân đói khát đến các thành phố, làm căng thẳng thêm nguồn cung cấp thực phẩm và năng suất của công nhân. 20.000 xe hơi và xe tải đã được sản xuất tại Tŏkch'ŏn vào năm 1980, đến năm 1996, con số này chỉ là 150, tất cả đều là xe tải của Quân đội, một số sau đó được sửa đổi thành [bệ phóng tên lửa].

## Giao thông
Tŏkch'ŏn-si được kết nối bởi tuyến đường sắt P'yŏngdŏk line của Đường sắt Nhà nước Triều Tiên